# ماده تاریک خودتعامل
ماده تاریک خودتعامل یا تئوری خودبرهم‌کنشیِ ماده تاریک (انگلیسی: Self-interacting dark matter) یا (SIDM) در اخترفیزیک و فیزیک ذرات، یک کلاس جایگزین از ذرات ماده تاریک است که برخلاف مدل استاندارد ماده تاریک سرد (CDM) باهم برهمکنش قوی دارند. SIDM در سال ۲۰۰۰ فرضیه‌ای بود که به عنوان راه حلی برای مشکل مسئله هاله تیزه‌ای مطرح شد. در ساده‌ترین مدل‌های خودتعامل ماده تاریک، یک پتانسیل نوع یوکاوا و یک حامل نیرو φ بین دو ذرهٔ مادهٔ تاریک واسطه می‌شوند.در مقیاس کهکشانی، خودتعاملی ماده تاریک منجر به تبادل انرژی و تکانه بین ذرات مادهٔ تاریک می‌شود. در طول مقیاس‌های زمانی کیهانی، این امر منجر به هسته‌های همدما در ناحیه مرکزی هاله‌های ماده تاریک می‌شود.